# Asperula littoralis
Asperula littoralis är en måreväxtart som beskrevs av James Edward Smith. Asperula littoralis ingår i släktet färgmåror, och familjen måreväxter. Inga underarter finns listade i Catalogue of Life.